# 1912-es magyar úszóbajnokság
Az 1912-es magyar úszóbajnokság a 17. magyar bajnokság volt.

## Eredmények

### Férfiak
| Versenyszám                                  | Arany                | Arany   | Ezüst                       | Ezüst | Bronz             | Bronz |
| -------------------------------------------- | -------------------- | ------- | --------------------------- | ----- | ----------------- | ----- |
| 100 yard gyorsúszás június 15., Császár      | Beleznai László MAFC | 58,6    | Breslmayer Kálmán MAC       | 1:01  | Koltai János MTK  |       |
| 220 yard gyorsúszás augusztus                | Las Torres Béla MAC  | 2:35,2  | Kenyery Alajos              |       |                   |       |
| 440 yard gyorsúszás június 21., Császár      | Las Torres Béla MAC  | 5:27,2  | Burgmayer Ferenc MTK        |       |                   |       |
| 880 yard gyorsúszás június, Millenáris       | Las Torres Béla MAC  | 11:59   |                             |       |                   |       |
| 1 mérföld gyorsúszás május, Császár          | Las Torres Béla MAC  | 24:48,4 | Burgmayer Ferenc MTK        |       |                   |       |
| 200 yard mellúszás augusztus 18., Millenáris | Demján Oszkár MAC    | 2:45,4  | Bródi Antal Ferencvárosi TC |       | Agulár György MTK |       |
| 150 yard hátúszás augusztus 20., Millenáris  | Baronyi András MAC   | 1:57,6  | Wenk János Ferencvárosi TC  |       | Bartkó Miklós MTK |       |